# Robert Swan (Polarforscher)

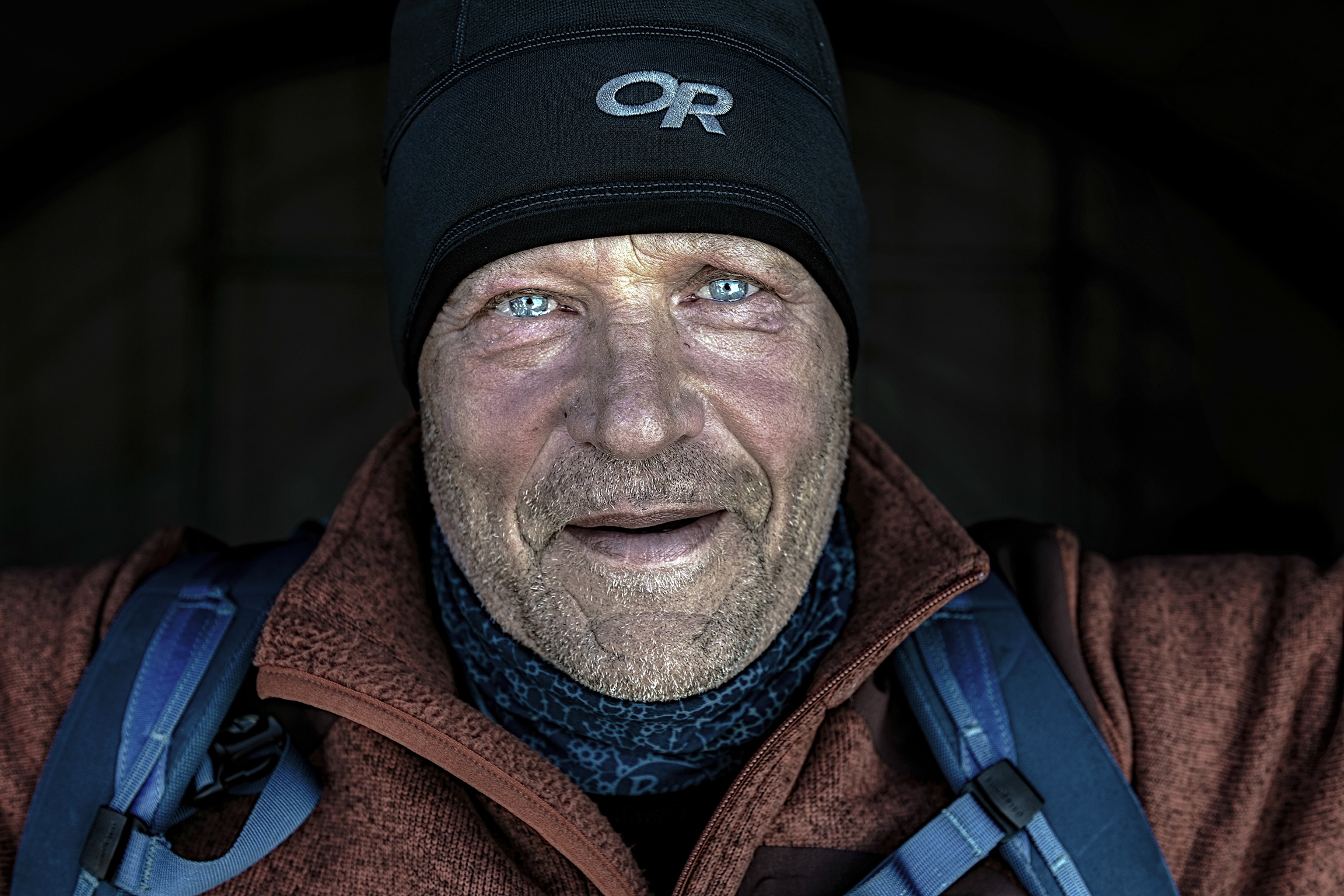
Robert Swan im Union Glacier Camp (2018)

Robert Swan, OBE, FRGS (* 28. Juli 1956 in Durham, England) ist ein britischer Polarforscher und Umweltschützer. Er ist der erste Mensch, der beide geographischen Pole zu Fuß erreicht hat. Swan engagiert sich besonders für den Schutz der Antarktis.

## Leben
Robert Swan wurde am 28. Juli 1956 in Durham in Nordengland geboren. Nach einem Studium der Alten Geschichte an der University of Durham, das Swan mit dem Bachelor-Grad abschloss, arbeitete er ab 1979/80 beim britischen Polarforschungsprogramm British Antarctic Survey. Im Rahmen einer Antarktis-Expedition auf den Spuren von Robert Falcon Scott (In the Footsteps of Scott-Expedition) erreichte Swan am 11. Januar 1986 zu Fuß den geographischen Südpol.
Drei Jahre später nahm Robert Swan an der internationalen Arktis-Expedition Icewalk teil, zu deren Mitgliedern auch Arved Fuchs gehörte, und erreichte am 14. Mai 1989 auch den geographischen Nordpol. Er ist damit der erste Mensch, der beide Pole zu Fuß erreicht hat. (Arved Fuchs nahm im selben Jahr auch noch an einer Südpol-Expedition teil und ist damit der erste Mensch, der beide Pole innerhalb nur eines Jahres zu Fuß erreicht hat.)
Bei seinen Reisen in die Polargebiete wurde Robert Swan auf dortige Umweltprobleme aufmerksam (Müll, Ozonloch, globale Erwärmung) und engagiert sich seither für den Umweltschutz. So gründete er die Organisation 2041, die sich dafür einsetzt, das Umweltschutzprotokoll zum Antarktisvertrag über 2041 hinaus zu verlängern. Außerdem war Swan als Sonderbotschafter für das Umweltprogramm der Vereinten Nationen (UNEP) und die UN-Organisation für Erziehung, Wissenschaft und Kultur (UNESCO) tätig.
Robert Swan hatte Gastprofessuren an verschiedenen Universitäten und wurde vielfach ausgezeichnet. So verlieh ihm die britische Königin Elisabeth II. für seine wissenschaftlichen Leistungen 1988 die Polar-Medaille und ernannte ihn 1995 zum Offizier des Order of the British Empire (OBE). Außerdem ist er Mitglied (Fellow) der Royal Geographical Society.

## Veröffentlichungen
- Robert Swan / Gil Reavill: Antarctica 2041: My Quest to Save the Earth's Last Wilderness New York 2009, ISBN 978-0-7679-3175-5